# Claude Fauriel

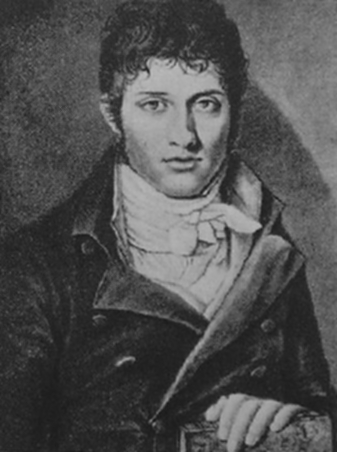
Claude Fauriel

Charles-Claude Fauriel (geboren am 21. Oktober 1772 in Saint-Étienne; gestorben am 15. Juli 1844 in Paris) war ein französischer Philologe.

## Leben
Fauriel erhielt seine erste Ausbildung in Schulen der Oratorianer, zunächst in Tournon, dann in Lyon. Während der Revolution war er Soldat in der Armee der westlichen Pyrenäen unter Dugommier, dem er auch als Sekretär diente. 1799, kurz vor dem Staatsstreich des 18. Brumaire, wurde er Sekretär des Polizeiministers Joseph Fouché, trat aber bald wieder zurück und lebte anschließend auf seinem Landsitz La Maisonnette. Er bewegte sich aber weiterhin in literarischen Zirkeln und war etwa ein häufiger Gast in den Salons der Madame de Staël und Benjamin Constants. Er widmete sich dem Studium der Geschichte, den älteren Sprachen und der Literatur. So lernte er Arabisch und Sanskrit, übersetzte 1810 Jens Immanuel Baggesens Parthenais aus dem Dänischen und stand in regem Briefverkehr mit Literaten in ganz Europa. Besonders fruchtbar war seine Korrespondenz mit Alessandro Manzoni, mit dem er 1823–1826 in Italien lebte und dessen Dramen er ins Französische übersetzte.
1830 wurde Fauriel erster Professor für „ausländische Literaturen“ an der Faculté des lettres de Paris der Sorbonne. 1832 wurde er zu einem der Konservatoren der Manuskriptabteilung der königlichen Bibliothek ernannt, 1836 in die Académie des Inscriptions et Belles-Lettres aufgenommen. Er war zudem Mitarbeiter in François Guizots historischem Komitee und wirkte an der von den Benediktinern begonnenen Histoire littéraire de la France mit. Seit 1834 war er korrespondierendes Mitglied der Accademia della Crusca in Florenz.

## Werk
Fauriel gilt als Pionier der vergleichenden Literaturwissenschaft in Frankreich und neben Jean-Charles-Léonard Simonde de Sismondi als Begründer des romantischen Paradigmas in der französischen Literaturgeschichtsschreibung, die erst einige Jahrzehnte nach der Revolution die vorherrschenden neoklassizistischen Stilideale anzufechten begann. Dieser Bruch manifestierte sich vor allem in der in der Romantik verbreiteten Hinwendung zum Mittelalter, dem auch Fauriel ein Gutteil seines Werks widmete, und der Aufwertung der Volksdichtung gegenüber der Kunstdichtung.
Deutlich wurde dies bereits in seiner ersten Veröffentlichung, einer Sammlung und Übersetzung neugriechischer Volkslieder. Sie war das erste Werk dieser Art (Werner von Haxthausens schon zuvor begonnene Sammlung erschien erst 1935 im Druck) und stellte einen bedeutenden Beitrag zur philhellenischen Bewegung dar, der sich nicht wenige der europäischen Romantiker verschrieben. Sie stellt bis heute ein wichtiges Grundlagenwerk der Neogräzistik dar, auch wenn spätere Philologen Fauriels methodische und linguistische Expertise oft in Zweifel zogen. So betrat Fauriel nie griechischen Boden, sondern stützte sich auf die Erinnerungen und Aufzeichnungen griechischer Exilanten in Italien. Die Sammlung fand auch international großen Anklang, noch 1825 erschienen Übersetzungen der Sammlung ins Deutsche (besorgt von Wilhelm Müller), Englische und Russische. Im Vorwort äußert Fauriel seine Überzeugung, anknüpfend an die Herdersche Idee vom „Volksgeist“, dass sich in der griechischen Volksdichtung der „unmittelbare und wahre Ausdruck des nationalen Charakters und Geistes“ der Griechen zeige, und behauptet eine Kontinuität dieser Volksdichtung zu den altgriechischen Epen.
Nach seiner Berufung zum Professor für ausländische Literaturen widmete sich Fauriel besonders der europäischen Literatur des Mittelalters. Die Vorlesungen über die provenzalische Dichtung (1831–1833) und Dante Alighieri (1833–1835) erschienen erst posthum im Druck, entfalteten aber unter seinen Schülern, etwa bei Jean-Jacques Ampère, große Wirkung. In der Histoire de la poésie provençale verficht er die These, dass nicht nur die französische, sondern mithin die gesamte europäische Literatur auf die provenzalische Literatur des Mittelalters zurückgehe. Hinter der Trobadordichtung vermutet er einen ungeheuren Korpus einer älteren, jedoch nicht überlieferten Tradition urwüchsiger Volksdichtung, in der erstmals ein neues christlich-diesseitiges Weltbild Form und Ausdruck gefunden habe. Spuren dieser wohl vor allem mündlich überlieferten Tradition suchte Fauriel in der europäischen Literatur des Mittelalters nachzuweisen, die sich durch eine zunehmende Artifizialität jedoch immer weiter von diesen Ursprüngen entfernt habe. René Wellek vergleicht Fauriels Bemühen, dieses provenzalische Substrat zu umreißen, mit dem zeitgenössischen Bemühen der historischen Sprachwissenschaft, die Indogermanische Ursprache zu rekonstruieren. Die Tradition des Heldenliedes und die höfische Dichtung sowohl Nordfrankreichs als auch Deutschlands führte Fauriel ebenso auf einen provenzalischen Ursprung zurück wie Formen der italienischen oder auch spanischen Volks- und später Kunstdichtung wie das Tagelied, die Ballade oder die pastourelle. Der germanische Einfluss (wie ihn etwa die Brüder Grimm und andere deutsche Romantiker behaupteten) sei insgesamt zu vernachlässigen gewesen, ebenso der keltische und arabische. Die Methoden von Fauriels Rekonstruktionsversuchen sind jedoch mindestens nach philologischen Gesichtspunkten oft gewagt. So stützt sich seine These von einer provenzalischen Vorlage für den Parzival Wolframs von Eschenbach einzig auf die darin enthaltenen Verweise auf einen Trobador namens ‚Kyot‘, für dessen Existenz es jedoch nach heutigem Kenntnisstand keine Beweise gibt.
Noch bei Dante (Dante et les origines de la langue et de la littérature italiennes, gedruckt 1854) glaubt er den provenzalischen Einfluss nachweisen zu können. Das zweibändige Werk bietet aber auch einen detaillierten Überblick über die politischen Umstände der Entstehung von Dantes Werken und einen (heute überholten) Abriss über die historische Entwicklung der italienischen Sprache. Sein Anliegen ist jedoch nicht nur die Historisierung des Werks, sondern auch die Darstellung der genialischen Schöpfungskraft Dantes.

## Werke (Auswahl)

### Als Autor
- Chants populaires de la Grèce moderne. 2 Bände. Firmin Didot, Paris 1824–25. (Digitalisate: Band I; Band II)
- Histoire de la Gaule méridionale sous la domination des conquérants germains. 4 Bände. Paulin, Paris 1836. (Digitalisate: Band I; II; III; IV)
- De l’origine de l’épopée chevaleresque du moyen age. Auguste Auffary, Paris 1832. (Digitalisat)
- Histoire de la croisade contre les hérétiques albigeois. Imprimerie Royale, Paris 1837. (Digitalisat)
- Histoire de la poésie provençale. 3 Bände. Jules Labitte, Paris 1846. (Digitalisate: Band I; II; III)
- Dante et les origines de la langue et de la littérature italiennes. 2 Bände. Auguste Durand, Paris 1854. (Digitalisate: Band I; II)
- Les derniers jours du consulat. Hg. von Ludovic Lalanne. Calmann Lévy, Paris 1886. (Digitalisat)

### Als Übersetzer
- Jens Immanuel Baggesen: Parthenais. 1810.
- Alessandro Manzoni: Tragödien. 1823.

## Sekundärliteratur
- Richard Baum: Claude Fauriel und die romanische Philologie. In: In Memoriam Friedrich Diez. Hrsg. Hans-Josef Niederehe und Harald Haarmann. John Benjamins, Amsterdam 1976, S. 275–325. (französisch in: Espagne/Schöning 2014, S. 425–460)
- Stavros Deligiorgis: Fauriel and Modern Greek Poetry. In: PMLA 84:1, 1969.
- Michel Despland: Un tournant vers l'herméneutique en France en 1806? In: Studies in Religion/Sciences Religieuses 23:1, 1994.
- Michel Espagne:  Le paradigme de l'étranger: Les chaires de littérature étrangère au XIXe siècle. Le Cerf, Paris 1993. ISBN 2-204-04739-2
- Michel Espagne: Claude Fauriel en quête d'une méthode, ou l'Idéologie à l'écoute de l'Allemagne. In: Romantisme 73, 1991.
- Geneviève Espagne und Udo Schöning (Hrsg.): Claude Fauriel et l'Allemagne. Idées pour une philologie des cultures. Honoré Champion éditeur, Paris 2014.
- Jean-Baptiste Galley: Claude Fauriel, membre de l'Institut (1772–1843). A. Champion, Paris 1909.
- Michael Glencross: Reconstructing Camelot: French Romantic Medievalism and the Arthurian Tradition. Boydell & Brewer, Cambridge 1995.
- Miodrag Ibrovac: Claude Fauriel et la fortune européenne des poésies populaires grècque et serbe, étude d'histoire romantique. Didier, Paris 1966.
- Elena Maiolini: Claude Fauriel. Alle origini della comparatistica. Franco Cesati, Florenz 2014.
- Αλέξης Πολίτης (Hrsg.): Κατάλοιπα Fauriel και Brunet de Presle. 1: Τα "νεοελληνικά" του Claude Fauriel; 2: Η Συλλογή τραγουδιών του W. Brunet de Presle: αναλυτικός κατάλογος. Κέντρο Νεοελληνικών Ερευνών Ε.Ι.Ε., Athen 1980.
- Charles-Augustin Sainte-Beuve: Portraits contemporains. Bd. IV. Michel Lévy Frères, Paris 1869. S. 125–268.
- Brigitte Sgoff: Claude Fauriel und die Anfänge der romanischen Sprachwissenschaft. Unveröffentlichte Diss., München 1994.
- René Wellek: Geschichte der Literaturkritik. Bd. 2. De Gruyter, Berlin und New York 1977–1990. S. 5–8.